# Brzóski Stare (gromada)
Brzóski Stare – dawna gromada, czyli najmniejsza jednostka podziału terytorialnego Polskiej Rzeczypospolitej Ludowej w latach 1954–1972.
Gromady, z gromadzkimi radami narodowymi (GRN) jako organami władzy najniższego stopnia na wsi, funkcjonowały od reformy reorganizującej administrację wiejską przeprowadzonej jesienią 1954 do momentu ich zniesienia z dniem 1 stycznia 1973, tym samym wypierając organizację gminną w latach 1954–1972.
Gromadę Brzóski Stare z siedzibą GRN we Brzóskach Starych utworzono – jako jedną z 8759 gromad – w powiecie wysokomazowieckim w woj. białostockim, na mocy uchwały nr 24/V WRN w Białymstoku z dnia 4 października 1954. W skład jednostki weszły obszary dotychczasowych gromad Brzóski Stare, Brzóski Tatary, Szymbory Włodki, Szymbory Andrzejowięta i Szymbory Jakubowięta ze zniesionej gminy Szepietowo oraz Brzóski Falki, Brzóski Brzezińskie, Brzóski Markowizna i Brok ze zniesionej gminy Wysokie Mazowieckie w tymże powiecie. Dla gromady ustalono 11 członków gromadzkiej rady narodowej.
31 grudnia 1959 z gromady Brzóski Stare wyłączono wsie Szymbory-Andrzejowięta, Szymbory-Jakubowięta i Szymbory-Włodki włączając je do gromady Jabłoń Kościelna, po czym gromadę Brzóski Stare zniesiono, włączając ją do nowo utworzonej gromady Brzóski-Gromki.